# دنيس شميت
دنيس شميت (بالإنجليزية: Dennis Schmidt)‏ (30 يناير 1939، إلينوي في الولايات المتحدة - 29 مايو 2003)؛ روائي أمريكي.